# Нільс Ґаде

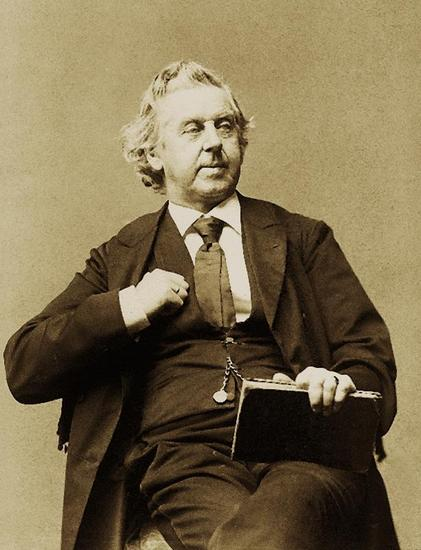
Нільс Ґаде

Нільс Вільгельм Ґаде (дан. Niels Wilhelm Gade; 22 лютого 1817 — 21 грудня 1890) — данський композитор, диригент, скрипаль, органіст і педагог. Він вважається одним із найвпливовіших данських музикантів свого часу.

## Біографія
Ґаде народився в Копенгагені, син столяра та виробника інструментів. Свою кар'єру він розпочав як скрипаль Королівського данського оркестру, який здійснив прем'єру його увертюри «Відлуння Оссіан» (дан. Efterklange af Ossian) у 1841 році. Коли його перша симфонія була відхилена для виступу в Копенгагені, він відправив її Феліксу Мендельсону. Мендельсон сприйняв роботу позитивно та спричинився до її виконання в Лейпцигу в березні 1843 року, викликавши захоплену реакцію громадськості. За підтримки данського урядового товариства, Ґаде переїхав до Лейпцига. Там він викладав у консерваторії, працював помічником диригента оркестру Гевандгауза, і товаришував з Мендельсоном, який здійснив великий вплив на його музику. У 1845 році він диригував прем'єрою скрипкового концерту мі-мінор Мендельсона. Він також потоваришував з Робертом Шуманом та Робертом Францом.
Після смерті Мендельсона в 1847 році Ґаде був призначений на посаду головного диригента, але був змушений повернутися до Копенгагена навесні 1848 року, коли почалася війна між Пруссією та Данією. У Копенгагені Ґаде познайомився з композитором Корнеліусом Гурліттом, і вони залишалися друзями до смерті останнього. Ґаде став директором Копенгагенського музичного товариства (дан. Musikforeningen), посаду, яку він зберігав до своєї смерті. Він створив новий оркестр та хор, рівночасно влаштувавши кар'єру найвидатнішого музиканта Данії. Під його керівництвом Музичне товариство досягло своєї вершини. Він також працював органістом; хоча він втратив престижну посаду органіста в Богоматері, сьогоднішньому Копенгагенському катедральному соборі, він служив у церкві Гольмена в Копенгагені з 1850 року до своєї смерті. Ґаде був спільним директором Копенгагенської консерваторії з Гартманом (із донькою якого одружився в 1852 році) і Хольгером Саймоном Паулі. Здійснив вплив на низку скандинавських композиторів, він заохочував і навчав Едварда Гріга, Карла Нільсена, Луїса Ґласса, Ельфріду Андре, Отто Моллінга, Августа Віндінга та Асгера Хамеріка.
Серед творів Ґаде: вісім симфоній, концерт для скрипки, камерна музика, п'єси для органу та фортеп'яно та ряд масштабних кантат, серед них «Комала» (1846) та «Ельверскуд» (1853), які він назвав «концертними творами» (дан. koncertstykker). Ці твори, сприймалися після 1848 року як твори романтичного націоналізму, деякі базуються на данському фольклорі. Очевидно, Ґаде ніколи не цінував свій «Весільний вальс» (Брудевальсен). Він був врятований Августом Бурнонвілем у його балеті «Народна казка» (дан. Et folkesagn) і став важливою частиною данських весіль.

## Особисте життя
У 1852 році Ґаде одружився з Еммою Софі Амалі Гартманн, донькою Йогана Пітера Еміліуса Гартмана. Він одружився знову в 1857 році після її смерті. Помер у Копенгагені.

## Список творів
Камерна музика
- Скерцо до-дієз мінор для фортеп'янного квартету (1836)
- Квінтет для 2 скрипок, 2 альтів та віолончелі фа мінор (1837)
- Фортеп'янне тріо сі-бемоль мажор, незавершене (1839)
- Соната для скрипки та фортеп'яно ля мажор, тв. 6 (1842)
- Квінтет для 2 скрипок, 2 альтів і віолончелі, тв. 8 (1845)
- Октет для 4 скрипок, 2 альти та 2 віолончелі у фа мажорі, тв. 17 (1848—1849)
- Соната для скрипки та фортеп'яно ре мінор, тв. 21 (1849)
- Струнний квартет фа мінор (1851)
- Новели для фортеп'янного тріо, тв. 29 (1853)
- Фортеп'янне тріо фа мажор, тв. 42 (1862—1863)
- Струнний секстет мі-бемоль, тв. 44 (1863—1864)
- Незвичайні п'єси для кларнета та фортеп'яно, тв. 43 (1843)
- Струнний квартет мі мінор (1877, ред. 1889)
- Соната для скрипки та фортеп'яно сі-бемоль мажор, тв. 59 (1885)
- Фольклор (Народні танці) для скрипки та фортеп'яно, тв. 62 (1886)
- Струнний квартет ре мажор, тв. 63 (1887—89)

Музика для оркестру
- Відлуння Оссія, увертюра (1840)
- Симфонія 1 до-мінор, тв. 5 (1842)
- Симфонія 2 мі-бемоль мажор, тв.10 (1843)
- Симфонія 3 ля мінор, тв. 15 (1847)
- Симфонія 4 сі-бемоль мажор, тв. 20 (1850)
- Симфонія 5 ре мінор з фортеп'яно, тв. 25 (1852)
- Симфонія 6 соль мінор, тв. 32 (1857)
- Концертна увертюра Гамлет, тв. 37 (1861)
- Симфонія 7 фа мажор, тв. 45 (1865)
- Симфонія 8 сі-мінор, тв. 47 (1871)
- Капріччо для скрипки з оркестром (1878)
- En sommerdag paa landet, тв. 55 (Літній день у сільській місцевості, Оркестрова сюїта, 1879)
- Концерт для скрипки з оркестром, тв. 56 (1880)
- Холбергіан, тв. 61 (Оркестрова сюїта, 1884)

Драматичні твори та кантати
- Алладін (Сценічна музика, 1839)
- Agnete og havmanden (Агнета і Водник, Сценічна музика, 1838—1842)
- Зіґфрід і Брунхільда (опера, фрагмент, 1847)
- Елверскуд (донька короля вільхи, кантата, 1853)
- Baldurs drøm (Мрія Бальдура, кантата, 1858)
- Фораарс Будскаб (Весняне послання, кантата, 1858)
- Корсфарерне (Хрестоносці, кантата 1865—1866)
- Психея (Кантата, 1880—1881)
- Der Strom (Річка) (Кантата 1889)

Фортеп'янна музика
- Соната (1840, ред. 1854)
- Акварелі та нові акварелі (1850, 1881)
- Folkedandse (Народні танці, 1855)
- Fantasistykker (Фантастичні твори, 1862)

Органна музика
- Три твори, тв. 22 (1851)
- Похоронний марш
- Andante con moto ре мінор
- Анданте соль мінор
- Врочиста прелюдія для органу, труби та тромбону для хорового фестивалю Lobet den Herren (Хвала Богові)
- Три хорові прелюдії (включаючи одну на Wie schön leuchtet der Morgenstern (Як гарно світить ранкова зірка) та дві на Wer nur den lieben Gott lässt walten (Хто дозволяє Богу правити))
- Варіації на тему Sey gegrüsset Jesu gütig (Вітаю, добродушний Ісусе) Йоганна Себастьяна Баха (BWV 768) для органу на чотири руки (1859)